# Robert Robinson
Sir Robert Robinson (1886-1975) là nhà hóa học người Anh. Ông nghiên cứu hóa học hữu cơ là chủ yếu. Công trình hóa học nổi bật của ông đó là khám phá về chất nhuộm thực vật và ankaloids. Đây là công trình giúp ông nhận Giải Nobel Hóa học năm 1947.